# بوبي مولر
بوبي مولر (بالإنجليزية: Bobby Muller)‏ هو ضابط أمريكي، ولد في 1946 في لونغ آيلند في الولايات المتحدة.